# Інга Абеле
Інга Абеле (латис. Inga Ābele) — латвійська письменниця, лауреат літературної премії Балтійської асамблеї (2009).

## Біографія
Народилася 05 жовтня 1972 року у Ризі. Навчалася у ризькій середній школі № 39, яку закінчила у 1990 році. Нетривалий час навчалася на бібліотекаря, працювала на кінному заводі.
У 1997 році поступила до Латвійської академії культури на факультет драматургії, яку закінчила у 2001 році.
У другій половині 1990-х увійшла до латвійського товариства молодих письменників.

## Літературна діяльність
Перша збірка оповідань І. Абеле «Колодязний будинок» була опублікована у 1999 році.
Надалі друкуються п'єси: «Темний олень» (2001), «Залізна зала» (2001), «Жасмін» (2003), збірки оповідань: «Нотатки снігового часу» (2004), «На схід від сонця, на північ від землі» (2005), романи: «Приплив» (2008), «Вербовий чернець» (2014), «Дюна» (2017).

## Відгуки
Латвійська письменниця Андра Нейбурга охарактеризувала роман «Вербовий чернець», як «…великий твір, важливий для латвійської літератури».

## Екранізації
За мотивами п'єси «Темний олень», кіностудією  Kaupo Filma  у 2006 році був знятий однойменний фільм.

## Відзнаки та нагороди
- 2008, Премія спілки письменників Латвії, роман «Прилив»[6];
- 2009, Премія Балтійської Асамблеї, 2009, роман «Прилив»[7];
- 2014, Премія Дзінтара Содумі, роман «Вербовий чернець»[8];
- 2014, Латвійська літературна премія, роман «Вербовий чернець»[9];
- 2018, Латвійська літературна премія, роман «Дюна»[10].